# 다차

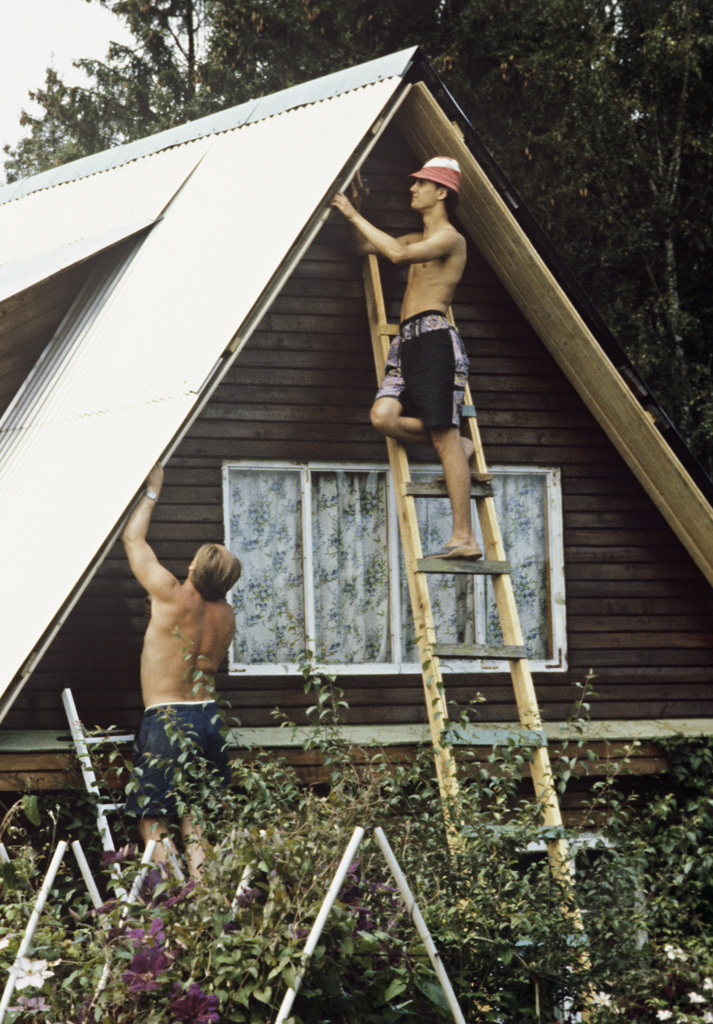
다차

다차(러시아어: дача)는 러시아를 포함한 구 소련 지역에서 볼 수 있는 일반적인 간이 별장과 텃밭이다. 러시아인들은 주말이나 휴양철에 가족단위의 별장인 다차에서 휴식을 즐기는 문화가 있다.
명사 "dacha"는 동사 "davat"(주다)에서 유래한 것으로 원래 차르가 귀족들에게 할당한 땅을 가리켰다. 실제로 소련 시대의 다차(dacha)는 일부 서구 국가의 할당량과 유사하다. 즉, 개인 소비를 위해 정원 가꾸기나 야채 재배를 위해 지방 정부가 시민에게 일반적으로 무료로 할당한 토지이다. 시간이 지나면서 땅의 이름이 그 위에 있는 건물에 적용되었다. 어떤 경우에는 소유자가 일년 중 일부 동안 다차를 점유하고 여름 휴양지로 도시 거주자에게 임대한다. 다차(dachas)에 사는 사람들은 구어적으로 다치니키(дачники)라고 불린다. 이 용어는 일반적으로 다차 거주자뿐만 아니라 독특한 생활 방식을 의미한다. 러시아어 용어는 종종 영어에 정확한 대응이 없다고 말한다.
다차는 러시아에서 흔히 볼 수 있으며, 구 소련 거의 대부분의 지역과 구 동구권의 일부 국가에도 널리 퍼져 있다. 1993~1994년 조사에 따르면 대도시에 거주하는 러시아 가정의 약 25%가 다차를 갖고 있는 것으로 나타났다. 거의 대부분의 다차는 대도시 근처의 다차 식민지와 정원 부지에 있다. 이러한 클러스터는 소련 시대부터 존재해 왔으며 수많은 작은 토지로 구성되어 있다. 처음에는 도시 거주자들의 휴양지와 식량을 위한 작은 정원을 가꾸는 목적으로만 계획되었다.
다차는 차르가 선물로 준 작은 시골 영지에서 유래되었으며, 그 이후로 러시아 유산층과 중산층 사이에서 인기를 끌었다. 소비에트 시대에는 많은 다차가 국유였으며 국민에게 주어졌다. 러시아 연방 정부는 대통령과 기타 관료들이 사용하는 국가 다차(gosdacha)를 계속 소유하고 있다. 이것들은 소련에서 매우 인기가 있었다.
규정에 따라 일반 사람들을 위한 다차 건물의 크기와 유형이 엄격하게 제한됨에 따라 대형 다락방이나 유리 베란다와 같은 허용된 기능이 극도로 널리 퍼지고 종종 대형화되었다. 1960년대부터 1985년까지의 기간에는 법적 제한이 특히 엄격했다. 영구 난방이 없고 생활 면적이 25m2(269평방피트) 미만인 단층 여름 별장만 두 번째 주택으로 허용되었다. 1980년대에 기획자들은 규칙을 완화했고, 1990년부터 해당 제한은 모두 사라졌다. 2019년 현재 러시아인의 약 62%가 다차를 소유하고 있다.

## 같이 보기
- 별장